# Senne Lammens
Senne Lammens (Aaigem, 7 luglio 2002) è un calciatore belga, portiere dell'Anversa.

## Carriera

### Club
Lammens è cresciuto nel settore giovanile del Club Bruges. L'11 dicembre 2019 è finito sotto i riflettori per aver realizzato di testa il gol del 2-2 nell'incontro di UEFA Youth League contro il Real Madrid. Il `7 luglio 2021 ha fatto il suo esordio in prima squadra disputando da titolare la Supercoppa del Belgio vinta 3-2 contro il Genk.
Rimasto svincolato, l'8 giugno 2023 ha firmato con l'Anversa.

### Nazionale
Ha giocato nelle nazionali giovanili belghe Under-15, Under-16, Under-17 e Under-21.
Nel 2023 ha partecipato al campionato europeo Under-21.
Il 14 marzo 2025 viene convocato per la prima volta in nazionale maggiore.

## Statistiche

### Presenze e reti nei club
Statistiche aggiornate al 22 luglio 2025.
| Stagione        | Squadra            | Campionato      | Campionato | Campionato | Coppe nazionali | Coppe nazionali | Coppe nazionali | Coppe continentali | Coppe continentali | Coppe continentali | Altre coppe | Altre coppe | Altre coppe | Totale | Totale | Totale |
| Stagione        | Squadra            | Comp            | Pres       | Reti       | Comp            | Pres            | Reti            | Comp               | Pres               | Reti               | Comp        | Pres        | Reti        | Pres   | Reti   |        |
| --------------- | ------------------ | --------------- | ---------- | ---------- | --------------- | --------------- | --------------- | ------------------ | ------------------ | ------------------ | ----------- | ----------- | ----------- | ------ | ------ | ------ |
| 2020-2021       | Club NXT           | D3              | 13         | -32        | -               | -               | -               | -                  | -                  | -                  | -           | -           | -           | 13     | -32    |        |
| 2022-2023       | Club NXT           | D3              | 11         | -14        | -               | -               | -               | -                  | -                  | -                  | -           | -           | -           | 11     | -14    |        |
| 2021-2022       | Club Bruges        | D1              | 2          | -3         | CB              | 0               | 0               | UCL                | 0                  | 0                  | SB          | 1           | -2          | 3      | -5     |        |
| 2022-2023       | Club Bruges        | D1              | 0          | 0          | CB              | 0               | 0               | UCL                | 0                  | 0                  | SB          | 0           | 0           | 0      | 0      |        |
| 2023-2024       | Young Reds Antwerp | D3              | 2          | -3         | -               | -               | -               | -                  | -                  | -                  | -           | -           | -           | 2      | -3     |        |
| 2023-2024       | Anversa            | D1              | 9          | -17        | CB              | 6               | -7              | UCL                | 1                  | -2                 | SB          | 0           | 0           | 16     | -26    |        |
| 2024-2025       | Anversa            | D1              | 40         | -52        | CB              | 3               | -4              | -                  | -                  | -                  | -           | -           | -           | 43     | -56    |        |
| Totale carriera | Totale carriera    | Totale carriera | 77         | -121       |                 | 9               | -11             |                    | 1                  | -2                 |             | 1           | -2          | 88     | -136   |        |

## Palmarès

### Club

#### Competizioni nazionali
- Campionato belga: 1

Club Bruges: 2021-2022
- Supercoppa del Belgio: 2

Club Bruges: 2022
Anversa: 2023